# Darktown Revue
Darktown Revue was een korte film (18 minuten) van Oscar Micheaux uit 1931.
Het was waarschijnlijk zijn eerste geluidsfilm en was eveneens de eerste geluidsfilm waarin alleen maar Afro-Amerikanen spelen. De film toonde onder meer verschillende vaudeville-acts, waaronder het komische duo van Tim Moore en Andrew Tribble en blueszangeres Sara Martin.

## Verwijzingen
- (en)   Darktown Revue in de Internet Movie Database